# Kacper Kłos
Kacper Kłos (16 de febrero de 1998) es un deportista polaco que compite en halterofilia. Ganó una medalla de plata en el Campeonato Europeo de Halterofilia de 2018, en la categoría de 85 kg.

## Palmarés internacional
| Campeonato Europeo | Campeonato Europeo | Campeonato Europeo | Campeonato Europeo |
| Año                | Lugar              | Medalla            | Categoría          |
| ------------------ | ------------------ | ------------------ | ------------------ |
| 2018               | Bucarest (Rumania) | Medalla de plata   | 85 kg              |